# Viennay
Viennay é uma comuna francesa na região administrativa da Nova Aquitânia, no departamento de Deux-Sèvres. Estende-se por uma área de 15,71 km². Em 2010 a comuna tinha 1 129 habitantes (densidade: 71,9 hab./km²).